# 博因河战役
博因河战役（英语：Battle of the Boyne，爱尔兰语：Cath na Bóinne），争夺英格兰、苏格兰、爱尔兰王位的两个君主 - 天主教国王詹姆斯和新教国王威廉在1690年，于爱尔兰东岸德罗赫达附近的博因河进行的一场战役。威廉在战役中击败了詹姆斯，打破了后者重夺王位的计划，也确立了新教徒在爱尔兰的地位。
战役进行的日期，在旧历中是1690年7月1日，相当于新历中的7月11日，不过，现时民众于12日庆祝节日，纪念威廉取胜。这是不列颠诸岛历史上的重要的战役，也是奥兰治会民俗的重要部分。新教徒以及新教徒组织，尤其是奥兰治会，今日都会庆祝节日。

## 背景

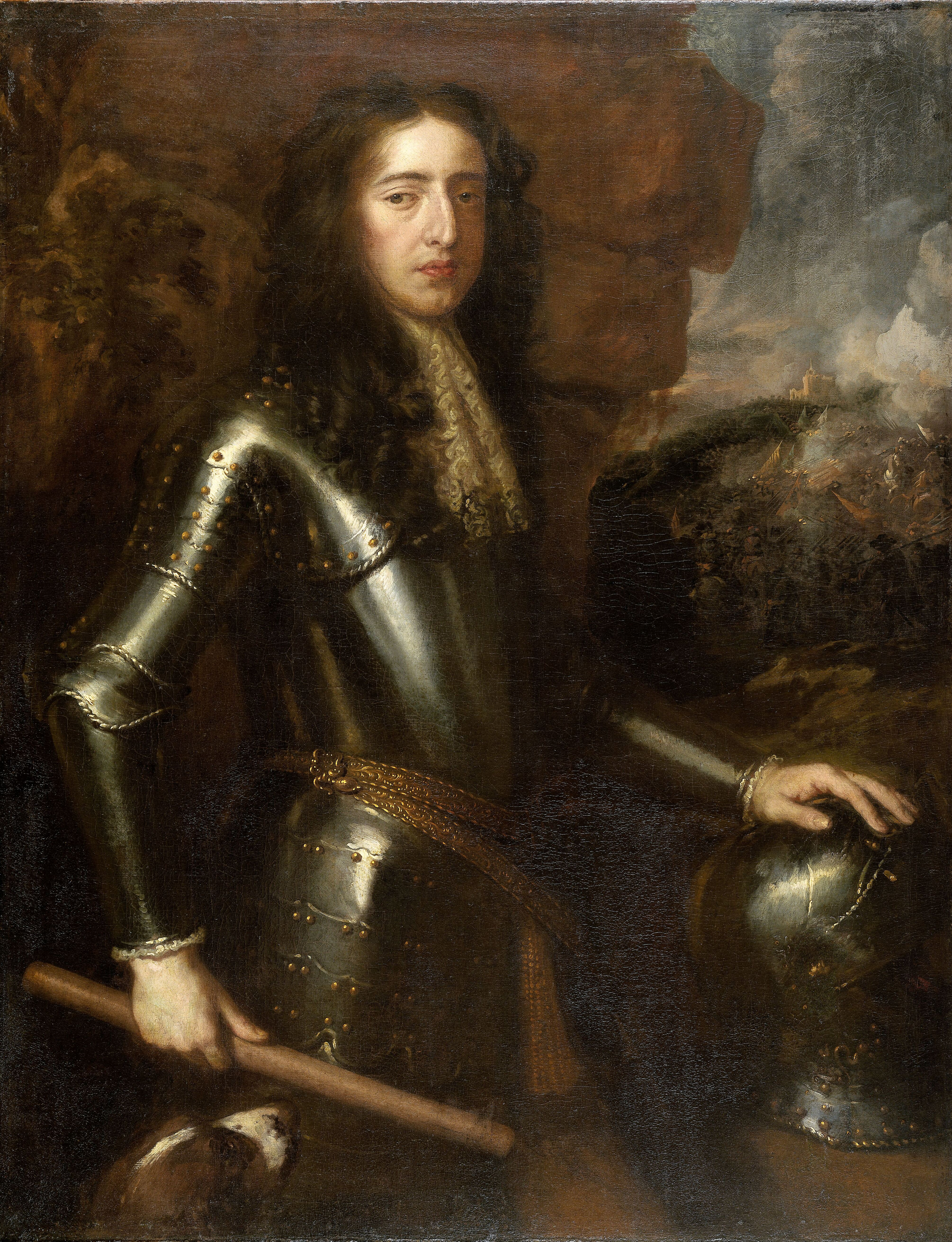
英格兰、苏格兰和爱尔兰国王，荷兰执政威廉三世

1688年，威廉接受不朽七人（Immortal Seven）邀请，率军入侵英格兰夺取詹姆斯的王位，获得成功。詹姆斯失去王位后，出逃爱尔兰，仍然受到当地议会拥护。詹姆斯企图以爱尔兰为基地，重夺王位。这是一场决定詹姆斯重夺王位计划成败的战役，也是爱尔兰新教、天主教势力斗争的紧要关头。
不过，对爱尔兰人而言，这是一场宗派、族群的冲突，是重演50年前的爱尔兰同盟战争（Irish Confederate Wars）。詹姆斯党是为了君主、宗教容忍、土地而战。上层天主教徒在克伦威尔征服爱尔兰后，失去了绝大部分土地，也丧失了担任公职、实践信仰、取得议席的权利。他们认为，詹姆斯能补偿他们的损失，并且维持爱尔兰的自治。光荣革命后，第一代蒂尔康奈伯爵理查德·塔尔博特组织了一支军队，协助詹姆斯重夺王位；而詹姆斯也在1689年因表弟路易十四的幫助，在法國海軍上將圖爾維爾護送下來到愛爾蘭。天主教徒在1690年时，控制了除阿尔斯特之外的所有爱尔兰省份。参与博因河战役的詹姆斯党军队，大部分都是爱尔兰天主教徒。
相反，威廉派是为了保住英国新教统治，才参加战争。他们担心詹姆斯党掌权后，会危害他们的性命和财产。威廉派尤其造成惨重伤亡的1641年爱尔兰叛乱（Irish Rebellion of 1641）会再次上演。新教徒因为上述原因，一致支持威廉。很多参加战役的威廉派部队，包括非正规骑兵，都是阿尔斯特新教徒。他们人称“苏格兰裔爱尔兰人”（Scots-Irish），自称“恩尼斯基伦人”（Inniskillinger）。
历史学家德里克·布朗（Derek Brown）指出，相当讽刺的是，如果将这场战役放在大同盟战争里面看的话，教宗亚历山大八世是威廉的盟友，詹姆斯的敌人，因为教宗国是法国的敌人，而法国国王路易十四正是詹姆斯的盟友。

## 对阵部队

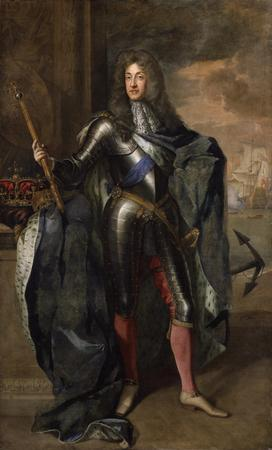
被废英格兰、苏格兰和爱尔兰国王詹姆斯二世，由戈弗雷·内勒绘于1684年。

### 指挥官
双方军队分别由詹姆斯和威廉指挥。詹姆斯优势是，他控制了爱尔兰的大部分地区，也控制了爱尔兰的国会。而且，路易十四还派遣了6,000名士兵到爱尔兰支援他。而威廉的优势是，他本身是荷兰执政和英格兰、苏格兰国王，可以从各地得到援军。
詹姆斯和威廉都是经验老道的军人。前者曾为长兄查理二世效力，英勇作战。然而，近期的历史学家指出，他在压力下容易恐慌，作决定时也不会深思熟虑。这大概是因为詹姆斯患上了失智症。后者曾参与对法战争，但未曾在大型战役中取得决定性胜利。他所参与的战役，多数都戰敗。因此，部分的现代历史学家认为，威廉缺乏在衝突激烈時指揮軍隊的才能。部分历史学家认为，他之所以能夠削弱法國，是因為他擁有靈活的战术和優秀的外交技巧，而非因為他擁有正面領兵作戰的才能。威廉为抗击法国侵略，促成了多国反法组织奥格斯堡同盟。对他而言，爱尔兰战事不过是针对路易十四的战争中的另一条战线。
詹姆斯的副将是爱尔兰副总督（Lord Deputy of Ireland）蒂尔康奈伯爵和法国将军安托瓦内·诺姆帕·德·科蒙。威廉的副将是75岁的职业军人紹姆貝格公爵。紹姆貝格公爵生于德国，曾为法国国王效力，官至元帅。不过，因为他是胡格诺派信徒，所以，他在南特赦令废除后离开了法国。

### 军队
参与战役的威廉派军队有36,000人，士兵国籍各有不同。这支军队当中，有20,000人自1689年以来，就在紹姆貝格公爵的指挥下于爱尔兰作战。威廉在1690年登陆爱尔兰时，带来了16,000人的援军。威廉的部队，无论是在训练方面，抑或是在装备方面，都优于詹姆斯的部队。威廉军中最为精锐的步兵来自丹麦和荷兰，他们均是职业军人，配有最新式的燧發槍。威廉军中还有为数不小的法国胡格诺派信徒。威廉对英格兰、苏格兰士兵并没有太大期望。他们在政治上并不可靠，因为上年詹姆斯还是他们的合法君主。而且，他们最近才参军服役，没有多少作战经验。不过，威廉对阿尔斯特新教徒的观点，就有所不同。
詹姆斯党军队有23,500人。詹姆斯军中有几个由法国人组成的团，不过，他大部分的士兵都是爱尔兰天主教徒。除了由失地士绅组成骑兵之外，詹姆斯党的大部分士兵都是强征入伍的农民。这些农民缺乏训练和装备，只有少部分人有可供使用的火枪。部分农民甚至用大镰等农具充当武器。詹姆斯党为数不多的火枪，也只是陈旧的火绳枪。

## 经过

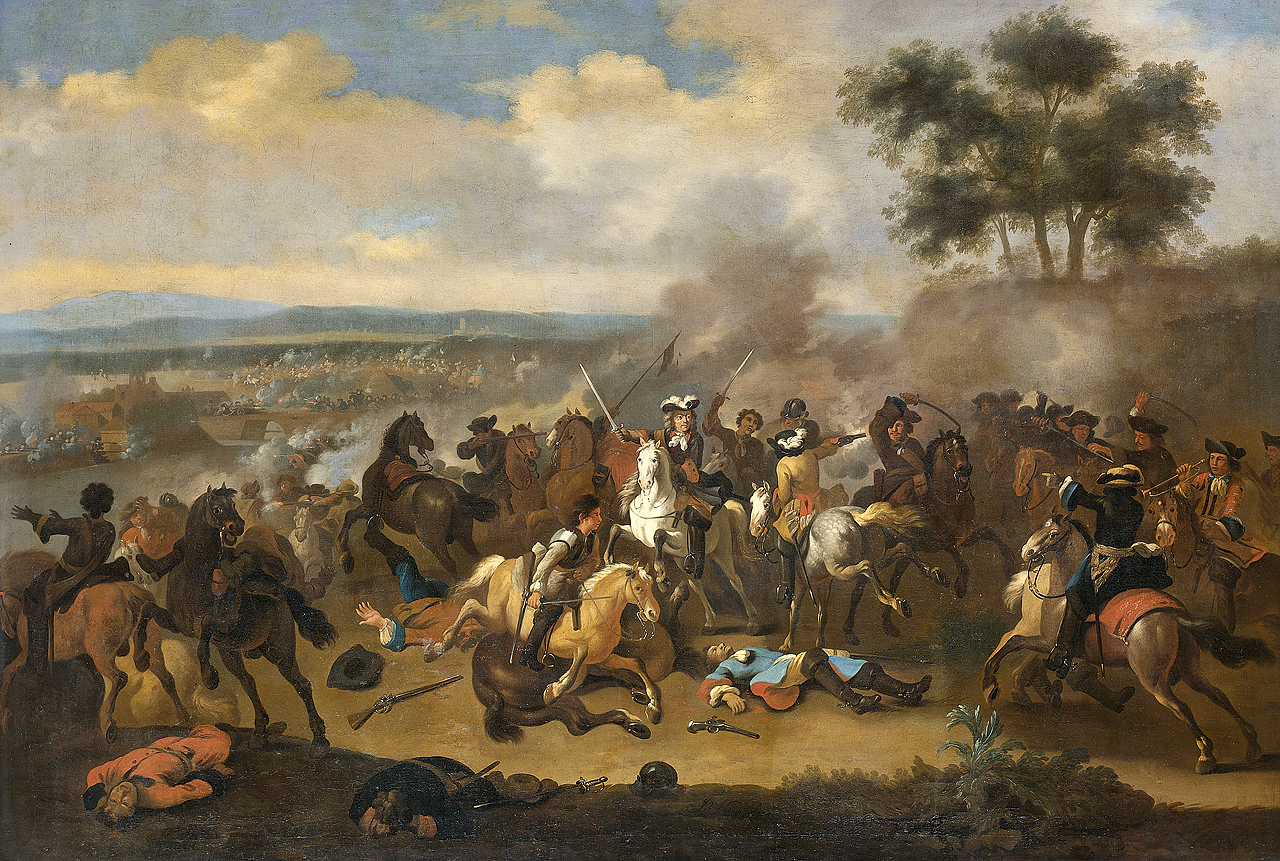
在1690年7月11日，于詹姆斯二世和威廉三世之间进行的博因河战役，由 Jan van Huchtenburg 所绘。

1690年6月14日，威廉在阿尔斯特卡里克弗格斯登陆，准备南下夺取都柏林。詹姆斯将防线设于离都柏林30英里（48）远的博因河（River Boyne）。6月29日，威廉的大军到达博因河。战役进行之前，威廉在勘察战场时，为大炮击中，所幸的是，只有肩部受伤。
次日，战役爆发。双方的目标是夺取旧布里奇（Oldbridge）西北面2.5（1.6英里）德羅赫達附近的浅滩。威廉命令四分之一的士兵在多諾（Donore）西面4（2.5英里）的Roughgrange渡河，并且任命紹姆貝格公爵的儿子邁因哈特（Meinhardt）为渡河部队指挥官。在此警戒的爱尔兰龙骑兵试图阻拦邁因哈特的部队，未获成功。詹姆斯冒着被威廉迂回包抄的风险，派了一半的人马，包括大部分的炮兵，截击渡河威廉派部队。布满沼泽的深沟阻挡了双方近距离接战。因此繞道的威廉派最後差点阻断了詹姆斯党退路。
以蓝衣卫队（Blauwe Garde）为先锋的威廉派步兵，在旧布里奇附近的主要淺灘，运用优胜的火力，逐步击退了詹姆斯党的步兵。不过，詹姆斯党的骑兵随后发起了反击，压制了威廉派步兵。部分威廉派步兵在占据了旧布里奇后，试图以协调一致的齐射，抵挡反复冲击的詹姆斯党骑兵，被分割并且赶入河中，只有蓝衣卫队坚守原地。紹姆貝格公爵和他的助手喬治·沃克（George Walker）都在这段战斗中阵亡。威廉派在己方骑兵渡河，并且勉强击退对方骑兵后，才能继续攻势。詹姆斯党骑兵在多诺休整后，又再进行了一些死板的抵抗，才完全撤出战场。
詹姆斯党撤出战场时秩序良好。詹姆斯党在德利克（Duleek）渡过River Nanny时，威廉派原本有机会截击詹姆斯党，不过，詹姆斯党的后卫成功阻挡了进行截击的威廉派。威廉的秘书小康斯坦丁·惠更斯（Constantijn Huygens, Jr.）用荷兰语记录了战役进行的过程和后继的事件，包括威廉派战后的暴行。
双方的伤亡数字对于如此规模的战役而言相对较低。50,000名参战士兵中只有2,000人阵亡。有四分之三的阵亡军人，都是詹姆斯党。不过，威廉派的伤兵远多于詹姆斯党的伤兵。在当时的战争中，大部分伤亡都是在追击的过程中造成的。不过，这一情形在博因河战役中并未发生，因为詹姆斯党的骑兵发起了有力的反击，阻挡了追击的威廉派部队。詹姆斯党的士气在撤退后大受打击，很多步兵都在战役结束后逃走。威廉派在两日后胜利开入都柏林。詹姆斯党军队退守香农河河畔的利默里克。
战败后，詹姆斯不但不在都柏林停留，还抛弃军队，直接与卫队奔往鄧坎嫩（Duncannon），再乘船逃亡法国。詹姆斯的行径激怒了他的支持者。余下的詹姆斯党在领袖逃亡后，继续作战了一年，直到1690年10月签订利默里克条约（Treaty of Limerick）为止。

## 影响
两日后法国舰队在比奇角海戰中击败英荷联合舰队，令胜利蒙上了阴影。博因河战役在短期而言不及比奇角海戰重要。当时，只有欧洲大陆的国家重视博因河战役，因为大同盟在博因河战役中取得了第一场重要胜利。这场胜利鼓舞了其他国家加入奥格斯堡同盟，遏止法国扩张，這也是英法第二次百年戰爭（1689-1815年）中的第一場戰役。
博因河战役对英格兰和爱尔兰王国而言，都有战略重要性。威廉派在战役中取胜，打消了詹姆斯以武力重夺王位的念头，确保了光荣革命成功。威廉派的胜利使得苏格兰的詹姆斯党活动暂时停止。爱尔兰詹姆斯党在战役中证明了自己有能力反抗威廉的统治。不过，战役最终仍以威廉派取胜结束。
威廉派对天主教徒的处置，起初十分宽大。天主教徒效忠威廉就可以保留绝大部分土地。就连詹姆斯都可以将部分士兵带回法国。但是，这一做法引起了英格兰新教徒的不满。政府被迫采取新行动，禁止天主教徒拥有武器、从事法律工作，并且削减了天主教徒的庄园面积。

## 纪念活动
博因河战役结束后一年，威廉派在奥赫里姆（Aughrim）击溃了詹姆斯党，决定了整场战争的胜负。因此，爱尔兰新教徒起初庆祝的是奥赫里姆战役纪念日（旧历7月12日，新历7月23日），而非较为次要的博因河战役纪念日。7月1日的博因河战役纪念日的地位，排在7月23日的奥赫里姆战役纪念日和10月23日的1641年爱尔兰叛乱纪念日之后。重视这场战役的人，还包括一些爱尔兰民族主义者。大部分爱尔兰人认为，英国人通过这场胜利，在殖民爱尔兰的道路上踏出了一大步。

## 战场今况
当地米斯郡议会在2000年将战场划为居住用地，并且提交了一个发展700座房屋的建筑计划，供规划委员会（An Bord Pleanala）审批。2008年，委员会批准了郡议会的计划。不过，因为爱尔兰经济不佳，所以，这一计划至今尚未落实。当地向旅客和参观人士开放的中心，在2008年进行过翻新升级。战役的主要战斗区域，现在标有记号，以便游客识别。

## 有关书籍
- Padraig Lenihan, 1690 Battle of the Boyne, Tempus Publishing, Gloucestershire 2003. ISBN 0-7524-3304-0
- G.A Hayes McCoy, Irish Battles, Belfast 1990, ISBN 0-86281-250-X.
- Richard Doherty, 'The Williamite War in Ireland 1688–1691', Dublin: Four Courts Press, 1998. ISBN 1-85182-375-1